# Barbara Sim A-gi
Barbara Sim A-gi est une laïque chrétienne coréenne, martyre, née en 1783 à Gwangju dans le Gyeonggi en Corée, morte début avril 1801 à côté de Séoul.
Son martyre est reconnu par l'Église catholique, elle est appelée vénérable. Elle est ensuite béatifiée par le pape François le 16 août 2014.
La bienheureuse Barbara Sim A-gi est fêtée le 20 septembre.

## Biographie
Barbara Sim A-gi naît en 1783 à Gwangju dans la province du Gyeonggi en Corée,. Elle apprend le catéchisme catholique par l'enseignement de son frère Sim Nak-hun. Elle devient profondément catholique, et remplit fidèlement ses obligations chrétiennes. La vie des saints l'émeut beaucoup ; elle décide de s'offrir à Dieu, comme vierge consacrée. Elle reste dans la maison familiale et vit fidèlement selon les enseignements de l'Église.
Pendant les persécutions de Shinyu contre les chrétiens, son frère Sim Nak-hun est arrêté, et envoyé en exil à Muan, dans la province du Hamgyeong. Barbara Sim s'attend alors à être elle-même arrêtée à son tour, et elle s'y prépare à l'avance par la pensée et attend d'y être soumise. La police vient effectivement l'arrêter elle aussi. Elle demande alors à sa mère de ne pas être triste, et de la laisser obéir à l'appel du Seigneur.
Interrogée par la police, Barbara Sim répond en parlant à la police de sa foi catholique en Dieu. Sans peur, elle accepte de changer de vêtements. Elle est emmenée à Séoul.
Au siège de la police, Barbara Sim est sévèrement battue pour la forcer à renier Dieu. Elle ne cède pas et conserve sa foi, ne voulant la renier sous aucun prétexte. Mais elle ne peut pas supporter la torture physique continue, et Barbara Sim A-gi en meurt début avril 1801 à l'extérieur de Séoul, à la Petite porte de l'Ouest,.

## Béatification
Barbara Sim A-gi est reconnue martyre par décret du Saint-Siège du 7 février 2014 et ainsi proclamée vénérable.
Elle est ensuite béatifiée le 15 août 2014 par le pape François avec 124 autres martyrs de Corée.
La bienheureuse Barbara Sim A-gi est fêtée le 20 septembre, jour de commémoration des martyrs de Corée.